# Ephebe solida
Ephebe solida är en lavart som beskrevs av Born. Ephebe solida ingår i släktet Ephebe och familjen Lichinaceae.   Inga underarter finns listade i Catalogue of Life.